# Hades (Satellit)
Hades, auch Spain-OSCAR 115, SO-115 (Rufzeichen AM6SAT), ist ein spanischer Amateurfunksatellit. Hades wurde gemeinsam von der AMSAT-EA und Studenten der Europäischen Universität für Luft- und Raumfahrttechnik in Madrid entworfen und gebaut.
Der Satellit  ist ein Nano-Satellit der PocketQube-Bauform 1.5P (5 × 5 × 7,5 cm) und trägt einen FM-Repeater. Eine weitere Nutzlast stammt von der Universität Brünn aus Tschechien und besteht aus einem Miniatur-Kameramodul, das die aufgenommenen Bilder als Audiosignal im SSTV-Modus sendet. Die von ihm verwendeten SSTV-Formate sind mit Robot36, Robot72, MP73 und MP115 kompatibel. Dieses Design basiert auf dem von PSAT-2.

## Mission
Der Satellit wurde am 13. Januar 2022 vom Space Launch Complex 40 in Florida gestartet. Am 16. Januar 2022 konnten Signale des Satelliten empfangen und zugeordnet werden. Am 23. Januar 2022 wurde durch den OSCAR-Nummer-Koordinator der AMSAT-NA die Bezeichnung Spain-OSCAR-115 bzw. SO-115 verliehen.

## Frequenzen
Die Frequenzen wurden von der IARU koordiniert.
- Uplink (MHz): 145,925 MHz (FM (kein CTCSS-Subton) und FSK 50 bps, AFSK, AX.25, APRS 1200 / 2400 bps)
- Downlink (MHz): 436,888 MHz (FM, CW FSK 50 bps, SSTV Robot 36)
- Bake (MHz): 436,888 MHz (Sprachausgabe)
- Rufzeichen: AM6SAT